# Локен, Марсель
Марсе́ль Локе́н (фр. Marcel V. Locquin, 6 мая 1922 — 18 марта 2009) — французский учёный, миколог и биохимик, известный своим вкладом в морфологию грибов и миксомицетов. Занимался также лингвистикой, в этой области он является автором теории протоязыка («архетипического языка»), автор публикаций по информатике и искусственному интеллекту, социологии.

## Вклад в науку
В 1943 году Локен опубликовал статью, посвящённую изучению строения оболочек базидиоспор, впоследствии ставшую классической работой по этой теме. Были использованы методики «дифференциальных окрашиваний» элементов поверхности различными анилиновыми красителями в комбинации с окрашиванием глюканового матрикса реактивом Мельцера и растворения глюканов концентрированной азотной кислотой. На примере гриба Fayodia bisphaerigera была сделана реконструкция строения оболочек толстостенных орнаментированных спор, она была уточнена Э. Гёйманом в 1964 году, а для обозначения спор такого типа Локеном был введён специальный термин — гемитектоспоры.
В 1957 году М. Локен принимает ключевое участие в написании фундаментального «Руководства по микроскопированию» (фр. «Traité de microscopie. Instruments et techniques»), содержащего главы как по устройству светового и электронного микроскопов, так и методы приготовления образцов, включая микротомирование.
В 1984 году вышло энциклопедическое издание «Общая и структурная микология» (фр. «Mycologie générale et structurale»), ставшее итогом сорокалетней деятельности Локена. В книге дана оригинальная классификация высших грибов, отчасти сходная с традиционным делением этой группы на аскомицеты и базидиомицеты. Локен, однако, разделил высшие грибы на подотделы «утеромицетов» (Uteromycotina) и «баллистомицетов» (Ballistomycotina) которые, в свою очередь, состояли из ряда новых, но формально не описанных классов и подклассов. Отличная от общепринятой классификация была предложена и для несовершенных грибов. Также в работе рассматриваются данные палеомикологии, генетики грибов; морфология, экология и биохимия этих организмов; даются математические алгоритмы, позволяющие рассчитывать рост биомассы мицелия, применяемые в кариологии и генетике.
Локеном разработаны также морфогенетические ряды спороношений и пропагул (спор бесполого и полового размножения) грибов.